# Janusz Starzyk
Janusz Starzyk (ur. 22 marca 1964) – polski bokser, medalista mistrzostw Polski i zawodów Przyjaźń-84.

## Życiorys
Był zawodnikiem AKS Niwka i Walki Zabrze.
W 1981 został młodzieżowym mistrzem Polski, w 1982 młodzieżowym wicemistrzem Polski. W 1983 zwyciężył w turnieju "Czarne Diamenty" i Turnieju im. Feliksa Stamma. W 1984 zdobył swój jedyny medal na seniorskich mistrzostwach Polski - brązowy w wadze papierowej. W tym samym roku zdobył brązowy medal w tej samej wadze na turnieju w ramach zawodów Przyjaźń-84. Na zawodach tych w ćwierćfinale wygrał walkowerem, zaś półfinałową walkę przegrał).